# Yggdrasil (együttes)
Az Yggdrasil egy feröeri együttes. Legnagyobbrészt Kristian Blak szerzeményeit, valamint az észak-atlanti régió népzenéjén (feröeri balladák és himnuszok, inuit dalok, shetlandi zene) alapuló feldolgozásokat játszanak. Az együttes nevét az Yggdrasilról, a skandináv mitológia világfájáról kapta.
2007. április 30-án Magyarországon is felléptek a Mediawave keretében, a győri református templomban.

## Diszkográfia
- Den Yderste Ø (1981)
- Ravnating (1982)
- Heygar og Dreygar (1983)
- Concerto Grotto (1984)
- The Four Towers (1985)
- Brøytingar (1988)
- Drangar (1995)
- Yggdrasil (2001)
- Live in Rudolstadt (2004)
- The Tübingen Concert (DVD) (2005)
- Risastova (2006)

### Külső hivatkozások
- MySpace profil (angol)